# جونیچی واتانابه (بازیکن فوتبال)
جونیچی واتانابه (ژاپنی: 渡辺 淳一؛ زادهٔ ۲۰ مهٔ ۱۹۷۳) یک بازیکن فوتبال اهل ژاپن است.
از باشگاه‌هایی که در آن بازی کرده‌است می‌توان به باشگاه فوتبال توکیو وردی و باشگاه فوتبال شونان بلمار اشاره کرد.